# Гагаузия
Гагау̀зия (на гагаузки: Gagauz-Yeri или Gagauziya) е автономен район в състава на Република Молдова, създаден на 23 декември 1994 г. Официалното название на областта е „Териториална административна единица Гагаузия“ (на румънски: Unitate teritorială autonomă Găgăuzia). Столицата на автономията е Комрат.

## География
Гагаузия е разположена в равнинната степна част на Бесарабия. Територията на автономията е съставена от района около столицата Комрат и територии, включващи също така градовете – Вулканещи и Чадър Лунга, както и 2-те малки анклавни селища Копчак и Карбалия.

## Статут и устройство
Нормативните актове, определящи устройството на Гагаузия, са Конституцията на Република Молдова и Законът за особения правен статут на Гагаузия.
Висше длъжностно лице на автономията е главата на Гагаузия (башкан). Избира се за срок от 4 години и е член на правителството на Република Молдова. След дългогодишното управление на Георги Табуншчик, сегашният башкан е Михаил Формузал, който е избран през декември 2006 г.  През декември 2010 г. е избран за башкан на Гагаузия за втори мандат.
Висш представителен орган е Народното събрание на Гагаузия (Халк Топлусчу), което се състои от 35 депутати, избирани за срок от 4 години.
Висш орган на изпълнителната власт е Изпълнителният комитет на Гагаузия (Баканнък Комитети).
Висш съдебен орган на автономията е Трибуналът на Гагаузия.
В състава на Гагаузия влизат 32 населени места:
- 1 община – Комрат
- 2 града – Вулканещи и Чадър Лунга
- 27 села, от които 7 влизат в състава на 3 комуни
- 2 гарови селища – гара Вулканещи (влиза в състава на град Вулканещи) и Етулия (влиза в състава на село Етулия)

Административен център на Гагаузия е град Комрат.
В Гагаузия има 3 официални езика: молдовски, гагаузки и руски. Коренспонденцията с републиканските власти, учреждения, организации и предприятия, намиращи се извън Гагаузия, е на молдовски или руски. Българският език в Гагаузия има статут на местен език и се изучава в училищата, в които има български ученици, в Комратския държавен университет има катедра българска филология.

## Население
| 2004 | 127 835 | 82.13 | 8013 | 5.15 | 7481 | 4.81 | 5941 | 3.82 | 4919 | 3.16 | 486 | 0.31 | 38 | 17 | 155 646 |